# Горбик Сергій Олександрович
Сергі́й Олекса́ндрович Го́рбик (23 березня 1943, с. Берелех на Колимі — 13 жовтня 1992, 43 км від Гостомеля) — Заслужений льотчик-випробувач СРСР (з 13 грудня 1989), пілот цивільної авіації 1-го класу, майстер спорту міжнародного класу з вищого пілотажу.

## Життєпис
Народився 23 березня 1943 року в селищі Берелех на Колимі. З 15 років вже працював токарем на ГРЕС в Магаданській області, навчався у вечірній школі.
На початку 1960-х приїхав до Харкова поступати до військового авіаучилища, але через розформування останнього вирішив вступити до Харківського авіаційного інституту, після закінчення якого у 1966 почав працювати інженером-механіком на льотно-випробувальній станції Київського авіаційного виробничого об'єднання.
Ще будучи студентом літав в аероклубах Харкова і Києва, здобув звання майстру спорту з вищого пілотажу.
З 1967 працював на Київському механічному заводі (КМЗ, ДКБ О. К. Антонова) бортінженером-випробувачем.
У 1968 поступив в Саранський центр підготовки льотчиків. У 1970 його зараховують у школу льотчиків-випробувачів Міністерства авіаційної промисловості СРСР.
З 1971 на льотно-випробувальній роботі в ДКБ О. К. Антонова: льотчик-випробувач 3, 2, 1 класів, льотчик-інструктор, старший льотчик-випробувач, заступник начальника льотно-випробувальної станції (ЛВС) з льотної роботи.

## Досягнення
13 травня 1980 виконав перші польоти на Ан-3, 29 вересня 1985 — на Ан-74, в 1988 другим пілотом на Ан-225 («Мрія»), 12 липня 1985 другим пілотом на Ан-71, 31 серпня 1977 другим пілотом на Ан-72 і Ан-124. Також виконав всі програми заводських і державних випробувань на цих і багатьох інших літаках.
Установив світовий рекорд на Ан-72 (1985), три світових рекорди на Ан-3 (1985), світовий рекорд дальності на Ан-74 (1988, другим пілотом) і сто десять світових рекордів на Ан-225 (1989, другим пілотом).
У 1972 разом з льотчиком-випробувачем В. А. Самоваровим виконав в Семипалатинську 23 польоти на Ан-22 з атомним реактором у свинцевій захисній оболонці.
Як командир брав участь у польотах по евакуації арктичних наукових експедицій, здійснював перші посадки реактивного літака на льодові майданчики обмежених розмірів.
У 1988 забезпечував радянсько-канадський лижний перехід Дмитра Шпари через Північний полюс в Канаду.
Освоїв і проводив випробування літаків 47 типів. Загальний нальот — 9 572 годин, з них випробувальний — 5434 годин.

## Родина
Дружина — Валентина Степанівна Горбик і старша донька Наталія — працівники дослідно-конструкторського бюро О. К. Антонова. Зять — Микола Овсяников — бортінженер-випробувач. Молодша донька — Ірина. Внуки — Денис (син Наталії) і Сергій (син Ірини).

## Загибель
Загинув 13 жовтня 1992 при виконанні випробувального польоту на Ан-124-100 (Руслан) (UR-82002).
Під час випробувань літака екіпаж на чолі з С. О. Горбиком виконував завдання з визначення характеристик керованості при максимальному аеродинамічному навантажені. Під час такого навантаження спочатку сталося руйнування радіопрозорого обтічника РЛС, а згодом і всієї носової частини фюзеляжу, що відхиляється. Сергій Олександрович вирішив наосліп летіти до аеродрому, до якого залишалося більше сорока кілометрів, а внизу був ліс. На розгерметизування кабіни для того, щоб покинути літак, потрібен певний час. За кілька хвилин до загибелі командир екіпажу віддав наказ бортінженеру М. Фоменку і інженеру-експериментатору Ю. Педченку, які перебували в задній кабіні, покинути літак, адже при посадці на ліс основний удар припаде на хвіст. З невідомих причин Ю. Педченко не стрибнув. Микола Фоменко приземлився на високу сосну. Падаючи з неї, сильно пошкодив хребет, став інвалідом. До найближчого поля, куди літак міг би благополучно сісти, залишалося всього півтора кілометра, але літак загорівся і вибухнув майже на узліссі. Всі члени екіпажу, крім Миколи Фоменка, загинули.
Похований на Берковецькому кладовищі м. Києва.